# Богатые Сабы (городское поселение)
Городско́е поселе́ние посёлок городского типа Богатые Сабы — муниципальное образование в Сабинском районе Татарстана Российской Федерации.
Административный центр — пгт Богатые Сабы.

## История
Статус и границы городского поселения установлены Законом Республики Татарстан от 31 января 2005 года № 39-ЗРТ «Об установлении границ территорий и статусе муниципального образования „Сабинский муниципальный район“ и муниципальных образований в его составе».

## Население
| 2010  | 2011  | 2012  | 2013  | 2014  | 2015  | 2016  |
| ----- | ----- | ----- | ----- | ----- | ----- | ----- |
| 7805  | ↗7832 | ↗8045 | ↗8259 | ↗8402 | ↗8506 | ↗8669 |
| 2017  | 2018  | 2021  |       |       |       |       |
| ↗8807 | ↗8881 | ↗8944 |       |       |       |       |

## Состав городского поселения
| № | Населённый пункт | Тип населённого пункта      | Население |
| - | ---------------- | --------------------------- | --------- |
| 1 | Богатые Сабы     | пгт, административный центр | ↗8828     |
| 2 | Средние Сабы     | деревня                     | ↘116      |